# Floyd (Virgínia)
Floyd és una població dels Estats Units a l'estat de Virgínia. Segons el cens del 2000 tenia 432 habitants.

## Demografia
Segons el cens del 2000, Floyd tenia 432 habitants, 238 habitatges, i 117 famílies. La densitat de població era de 362,6 habitants per km².
Dels 238 habitatges en un 18,5% hi vivien nens de menys de 18 anys, en un 34% hi vivien parelles casades, en un 12,6% dones solteres, i en un 50,8% no eren unitats familiars. En el 49,6% dels habitatges hi vivien persones soles el 31,1% de les quals corresponia a persones de 65 anys o més que vivien soles. El nombre mitjà de persones vivint en cada habitatge era d'1,82 i el nombre mitjà de persones que vivien en cada família era de 2,57.
Per edats la població es repartia de la següent manera: un 18,5% tenia menys de 18 anys, un 4,6% entre 18 i 24, un 22,7% entre 25 i 44, un 23,4% de 45 a 60 i un 30,8% 65 anys o més.
L'edat mediana era de 48 anys. Per cada 100 dones de 18 o més anys hi havia 66 homes.
La renda mediana per habitatge era de 25.781 $ i la renda mediana per família de 40.938 $. Els homes tenien una renda mediana de 27.232 $ mentre que les dones 19.464 $. La renda per capita de la població era de 23.557 $. Entorn del 10,4% de les famílies i el 13,2% de la població estaven per davall del llindar de pobresa.

## Poblacions més properes
El següent diagrama mostra les poblacions més properes.